# Il bacio della violenza
Il bacio della violenza (in originale The Dain Curse), pubblicato anche come La maledizione dei Dain, è un romanzo giallo hard boiled dello scrittore statunitense Dashiell Hammett. Apparso in quattro puntate sulle pagine della rivista Black Mask dal novembre 1928 al febbraio 1929, fu edito per la prima volta in volume unico sempre nel 1929 dalla casa editrice Knopf.
Protagonista del romanzo è un investigatore privato conosciuto come Continental Op, ma il cui vero nome non è mai citato.

## Edizioni italiane
- Il bacio della violenza, trad. Bice Mengarini
  - Milano: Longanesi («I gialli proibiti» 25), 1954
  - in Tutto Dashiell Hammett, (con prefazione di Mario Monti), Milano: Longanesi («I marmi» 31), 1962
  - Milano: Longanesi («I libri pocket» 126), 1968
  - Milano: Longanesi («I super pocket» 74), 1970
  - in I grandi romanzi gialli di Dashiell Hammett, cit.
  - Milano: Longanesi («Piccola biblioteca» 12), 1979 (con prefazione di Mario Monti)
  - Milano: Mondadori («I classici del giallo» 428), 1983
  - Parma: Guanda («Narratori della Fenice»), 1996 ISBN 88-7746-593-X
  - Parma: Guanda («Le fenici tascabili» 106), 2004 ISBN 88-8246-685-X
- La maledizione dei Dain, trad. Sergio Altieri
  - in Romanzi e racconti, Milano: Mondadori («Meridiani»), 2004 (con introduzioni di Roberto Barbolini e Franco Minganti) ISBN 88-04-49965-6
  - Milano: Mondadori («Oscar gialli» 1994), 2010 ISBN 978-88-04-59590-8